# Robert de Cotte
Robert de Cotte (ur. 1656 w Paryżu, zm. 15 lipca 1735 w Passy) – francuski architekt i dekorator. Uczeń, szwagier i główny współpracownik Jules’a Hardouin-Mansarta, z którym zrealizował m.in. wnętrze wersalskiej kaplicy pałacowej i Grand Trianon. Pochowany w kościele Saint Germain l’Auxerrois w pobliżu Luwru w Paryżu.

## Życiorys
Syn i wnuk architektów. Jako przedsiębiorca uczestniczył w budowie słynnej machiny hydraulicznej w Marly. W 1685 wstąpił do pracowni Hardouin-Mansarta i ożenił się z jego szwagierką, Catherine Bodin. Przyjęty do Królewskiej Akademii Architektury 10 stycznia 1687, w 1708 został jej dyrektorem oraz pierwszym architektem królewskim.
Miał dwóch synów: Jules-Robert de Cotte, senior Château-Gontier, poszedł w ślady ojca i był architektem królewskim, intendentem budowli, ogrodów, sztuk i manufaktur, dyrektorem mennicy, radcą (conseiller amateur) Akademii w 1710. Jean-Armand de Cotte był księdzem, doktorem Sorbony, kanonikiem i opatem w Lonlay w Dolnej Normandii.

## Dzieła architektoniczne
- Kościół Saint-Charles-Borromée, Sedan, 1685;
- Hôtel du Lude;
- Pałac księżnej d’Estrées (Hôtel d’Estrées), n° 79 rue de Grenelle, Paryż (1710);
- Przebudowa Hôtel de La Vrillière (rue de la Vrillière), Paryż, dla hrabiego Tuluzy (1715);
- Przebudowa Hôtel du Maine (1713-16);
- Haras du Pin (1715-1730);
- Hôtel de Bourbon (1717);
- Hôtel Tubeuf (rue des Petits-Champs), Paryż
- Rekonstrukcja pompy Samarytanina na Pont Neuf, Paryż (1712-1719);
- Fontanna w Palais-Royal (1719);
- Dekoracje chóru katedry Notre-Dame w Paryżu;

- Pałac w Bonn;
- Pałac w Poppelsdorf;

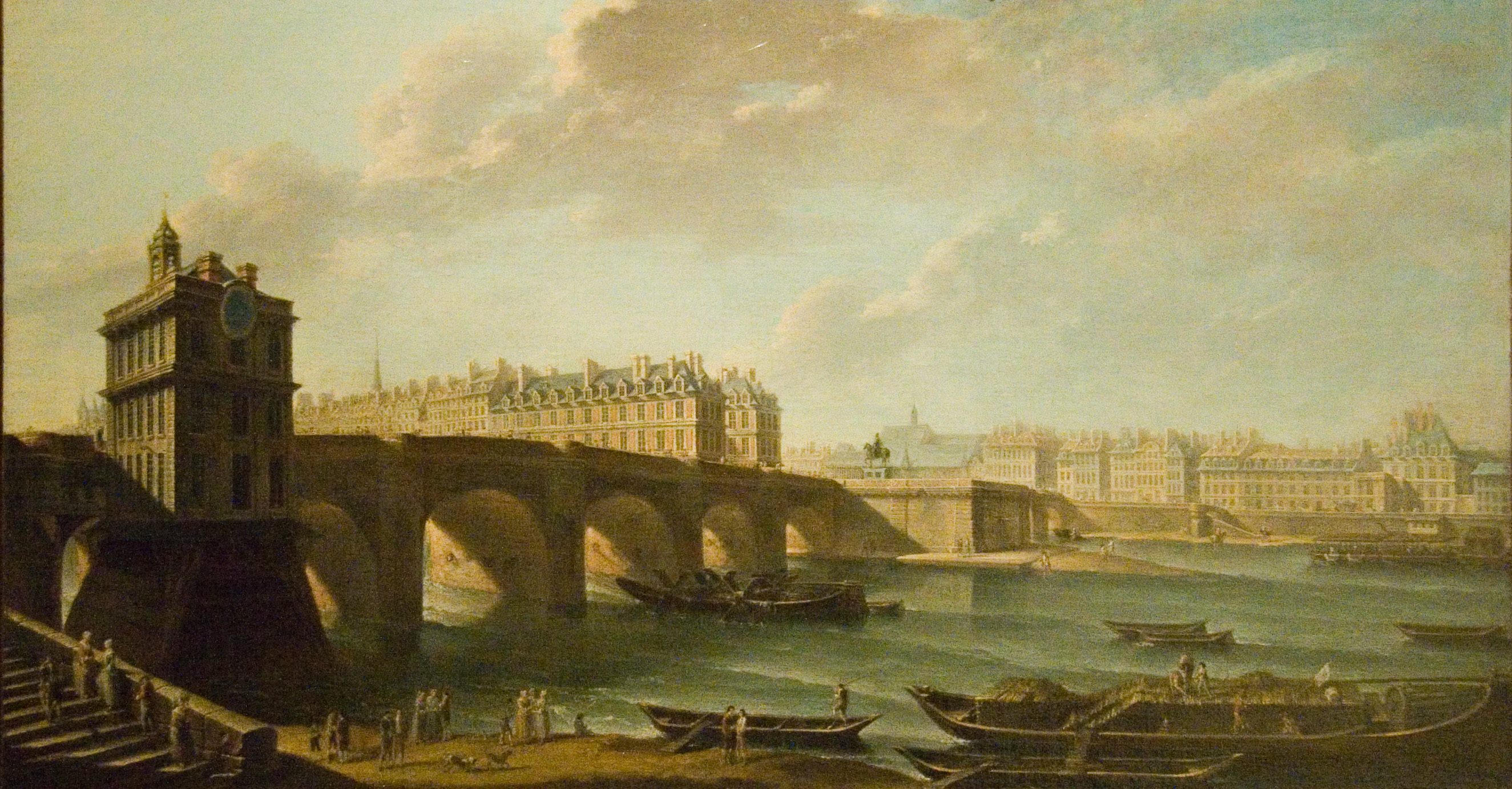
Pompa Samarytanina (po lewej) na Pont Neuf w XVIII w. (obraz Nicolas-Jean-Baptiste Raguenet).

- Pałace Augustusburg i Falkenlust w Brühl;
- Pałac Schleissheim, w pobliżu Monachium;
- Plany pałacu Rivoli, we Włoszech;
- Plany pawilonu myśliwskiego (la Vénerie), w pobliżu Turynu;
- Restauracja ratusza w Lyonie;
- Przebudowa placu Bellecour;
- Pałac biskupi w Châlons-en-Champagne (1719-1720);
- Pałac biskupi w Verdun;
- Pałac biskupi w Saverne – przebudowa pałacu Rohanów w pałac biskupi;
- Pałac biskupi w Strasburgu (1728-1741);
- Plany Hôtel de la Tour d'Aigues (3 rue Joseph Cabassol) w Aix-en-Provence (ok. 1720).